# Plutos
Plutos (gr. Πλοῦτος Ploûtos, łac. Plutus – bogactwo) – w mitologii greckiej bóstwo i personifikacja bogactwa. 
Uważany za syna Demeter i Jazjona. Ukazywany jako dziecko lub młodzieniec z rogiem obfitości obok swej matki Demeter, w rzeźbie często przedstawiany jako niemowlę u boku bogini pokoju Ejrene lub bogini szczęśliwego przypadku Tyche. Został oślepiony przez Zeusa za zbyt hojne rozdawanie swych darów wszystkim ludziom bez wyjątku.